# 打木赤皮甘栗かぼちゃ
打木赤皮甘栗かぼちゃ（うつぎあかがわあまぐりかぼちゃ）は、日本の石川県金沢市打木町を産地とするカボチャである。オレンジ色がかった色鮮やかな果皮が特徴で、丸みのある果実からヘタの部分が飛び出した形状をしている。
1933年（昭和8年）に金沢市打木町の篤農家・松本佐一郎が福島県から持ち込んだ「赤皮栗」を育成し選抜した。会津地方の「会津栗」や「甘栗」とよばれた西洋系カボチャなどからつくられ、1943年（昭和18年）ごろに品種が固定化された。第二次世界大戦後は金沢市安原地区での栽培が広まった。1952年（昭和27年）頃からは関西・関東にも出荷するようになった。一般には煮物にするが、スープや菓子にも適している。厚みのある果肉は甘味があり、しっとりした口当たりが特徴で、鮮やかな色は加賀料理の彩りに重宝されている。

## 栽培
腐葉土を入れた育苗ポットに種を播き、双葉が出てから本葉4、5枚になったころが定植の目安となる。5月上旬、植え付け前にポットは十分に吸水させておき、枝葉が広がるため十分に株間をとって畑の畝に定植する。植え付け後は株の根元に堆肥をかけておき、まだ寒さが残るあいだは寒冷紗などでトンネルがけして養生するとよいとされる。植え付けから数週間で葉が茂ってきたころ、立体栽培する場合は大きなトンネル支柱を立ててネットがけをして、子ヅルがからまるように誘引する。茎の下のほうのわき芽を掻き取って、株の風通しを良くすることにより、病虫害を予防することにもつながる。6月ごろになると花が咲き始まるようになる。開花45 - 60日後から収穫できるようになり、雌花が受粉すると、雌花の下にある黄色い小さな膨らみが次第に大きくなり、オレンジ色に完熟してくる。実のヘタが枯れてきたら収穫どきで、このころには実の重さが約1 - 1.2キログラム (kg) になる。